# Salsa alemana

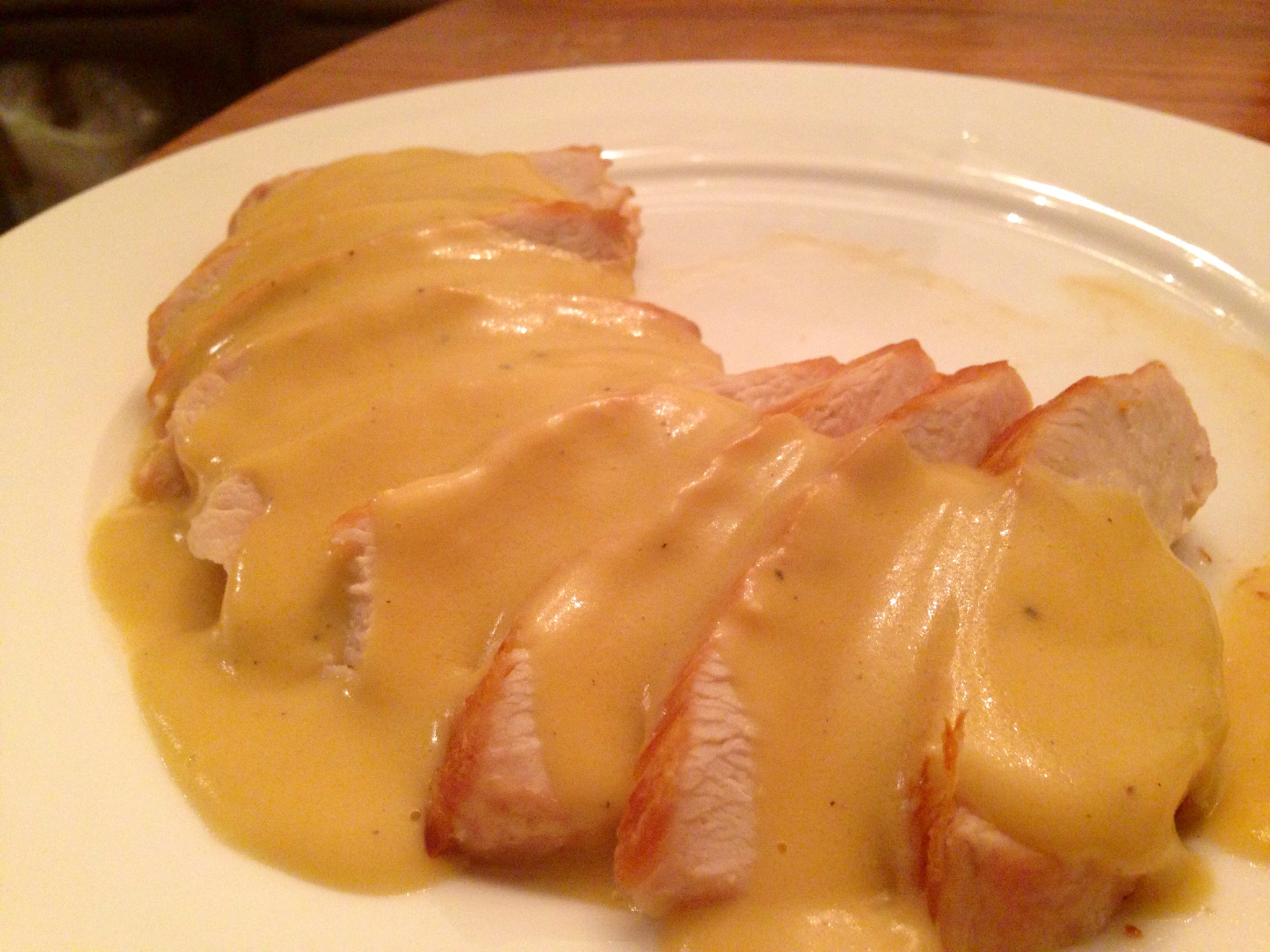
Pollo con salsa alemana

La salsa alemana (también conocida como salsa parisina) se trata de una salsa velouté elaborada de caldo de carne reducido y con yema de huevo aliñado con unas gotas de limón. Se trata de una de las cuatro salsas madre definidas por el gastrónomo francés Antoine Carême. Existen variantes de esta salsa para pescados.

## Composición
Se compone de una cierta cantidad de salsa veluoté preparada anteriormente,  unas yemas de huevo, unas cucharadas de caldo resultante de cocer unos champiñones (o setas deshidratadas), una cierta cantidad de zumo de limón y pimienta, sal y ajo molido, todo ello aderezado con una cucharada de pimienta negra.
- Datos: Q1203874